# Sander van Doorn
Sander van Doorn, artiestennaam van Sander Ketelaars, (Eindhoven, 28 februari 1979) is een Nederlandse Electronic Dance Music (EDM)-producer en dj.

## Biografie
Vanaf zijn zestiende jaar draaide Van Doorn met twee platen op draaitafels. Ook experimenteerde hij met drumcomputers en het maken van eigen producties. Dit leidde tot een doorbraak als DJ en producent van dance muziek. Hij staat anno 2013 negenendertigste op DJMag’s lijst van beste dj’s ter wereld. Hij presenteert elke vierde woensdag van de maand een internetradioshow op Digitally Imported radio, getiteld Identity. De show bestaat uit twee studiomixen en soms livemuziek. In 2013 richtte hij samen met Spinnin' Records het recordlabel "Doorn Records" op, waar tot op heden zeer regelmatig grote hit releases worden uitgebracht. Zijn laatste single release samen met Martin Garrix en DVBBS genaamd "Gold Skies" werd op 2 juni 2014 uitgebracht.
Sander van Doorn heeft in oktober 2012 een platencontract getekend bij Roc Nation, het label van de Amerikaanse rapper Jay-Z.
Roc Nation, waar onder anderen ook zangeres Rihanna onder contract staat. Roc Nation is een belangrijke spin in het Amerikaanse (dance)muziekweb. Het is onderdeel van Live Nation, een van de grootste evementenorganisators ter wereld. Sinds 2013 runt van Doorn zijn eigen platenlabel genaamd Doorn Records.

## Discografie

### Albums
| Album met eventuele hitnotering(en) in de Nederlandse Album Top 100 | Datum van verschijnen | Datum van binnenkomst | Hoogste positie | Aantal weken | Opmerkingen |
| ------------------------------------------------------------------- | --------------------- | --------------------- | --------------- | ------------ | ----------- |
| Supernaturalistic                                                   | 07-03-2008            | -                     |                 |              |             |
| Dusk till Doorn 2011                                                | 2011                  | -                     |                 |              |             |
| Eleve11                                                             | 23-09-2011            | 24-09-2011            | 62              | 3            |             |

### Singles
| Single met eventuele hitnotering(en) in de Nederlandse Top 40 | Datum van verschijnen | Datum van binnenkomst | Hoogste positie | Aantal weken | Opmerkingen                                                                                    |
| ------------------------------------------------------------- | --------------------- | --------------------- | --------------- | ------------ | ---------------------------------------------------------------------------------------------- |
| Twister                                                       | 2004                  | 29-05-2004            | tip11           | -            | als Sam Sharp / met Ron van den Beuken / Nr. 40 in de Single Top 100 / Dancesmash op Radio 538 |
| S.O.S. (Message in a bottle)                                  | 2006                  | 22-04-2006            | 19              | 7            | als Filterfunk / Nr. 30 in de Single Top 100 / Dancesmash op Radio 538                         |
| Grasshopper                                                   | 2007                  | -                     |                 |              | Nr. 65 in de Single Top 100                                                                    |
| By any demand                                                 | 2007                  | 18-08-2007            | 38              | 2            | met MC Pryme / Nr. 20 in de Single Top 100                                                     |
| Riff                                                          | 2007                  | 27-10-2007            | 28              | 4            | Nr. 24 in de Single Top 100                                                                    |
| Apple                                                         | 2008                  | -                     |                 |              | Nr. 34 in de Single Top 100                                                                    |
| Close my eyes                                                 | 30-01-2009            | 07-02-2009            | 17              | 8            | met Robbie Williams / Nr. 7 in de Single Top 100                                               |
| Renegade (The official Trance Energy Anthem 2010)             | 22-03-2010            | 10-04-2010            | 30              | 6            | Nr. 21 in de Single Top 100                                                                    |
| Love is darkness                                              | 2011                  | 05-02-2011            | tip3            | -            | met Carol Lee / Nr. 85 in de Single Top 100                                                    |
| Koko                                                          | 2011                  | 09-07-2011            | 17              | 9            | Nr. 10 in de Single Top 100                                                                    |
| Chasin'                                                       | 27-02-2012            | 05-05-2012            | tip2            | -            | Nr. 67 in de Single Top 100                                                                    |
| Nothing inside                                                | 28-07-2012            | 09-08-2012            | 27              | 8            | met Mayaeni / Nr. 29 in de Single Top 100                                                      |
| Into the light                                                | 2013                  | 25-05-2013            | tip18           | -            | met Dubvision, Mako & Mariana Bell                                                             |
| Right Here Right Now (Neon)                                   | 2014                  | 25-01-2014            | tip18           | -            |                                                                                                |
| Gold Skies                                                    | 2014                  | 26-07-2014            | 33              | 3            | met Martin Garrix, DVBBS & Aleesia / Nr. 94 in de Single Top 100                               |

| Single met hitnotering(en) in de Vlaamse Ultratop 50 | Datum van verschijnen | Datum van binnenkomst | Hoogste positie | Aantal weken | Opmerkingen                        |
| ---------------------------------------------------- | --------------------- | --------------------- | --------------- | ------------ | ---------------------------------- |
| S.O.S. (Message in a bottle)                         | 2006                  | 29-07-2006            | tip4            | -            | als Filterfunk                     |
| Close my eyes                                        | 2009                  | 11-04-2009            | tip19           | -            | met Robbie Williams                |
| Renegade (The official Trance Energy Anthem 2010)    | 2010                  | 24-04-2010            | tip15           | -            |                                    |
| Nothing inside                                       | 2012                  | 04-08-2012            | tip42           | -            | met Mayaeni                        |
| Project T                                            | 2013                  | 16-11-2013            | 29              | 3            | met Dimitri Vegas & Like Mike      |
| Gold skies                                           | 2014                  | 21-06-2014            | tip9            | -            | met Martin Garrix, DVBBS & Aleesia |

### Dj-mixes
- 2006 Dance Valley Festival 2006
- 2006 I-D Digital Mix
- 2007 Fast And Furious
- 2008 Dance Valley Festival 2008

### Singles en ep's
- 2004 Twister (RR, as Sam Sharp)
- 2004 Loaded (Oxygen)
- 2004 Punk'd (Oxygen)
- 2004 Dark Roast (Oxygen)
- 2004 Deep / In-Deep (Reset, as Sam Sharp)
- 2004 Theme Song (Liquid, as Sandler)
- 2005 Chemistry EP (Liquid, as Sandler)
- 2005 Bling Bling (Oxygen)
- 2005 ERROR (Reset, as Sam Sharp)
- 2005 Adrenaline / Push Off Me (Oxygen, as Purple Haze)
- 2005 A.K.A (Oxygen)
- 2005 S.O.S. (Message In A Bottle) (Whitelabel, als Filterfunk)
- 2005 Hoover:Craft (Reset, as Sam Sharp)
- 2006 Eden / Rush (Oxygen, as Purple Haze)
- 2006 Pumpkin (Oxygen)
- 2007 Grasshopper/ Grass-Hopper (Oxygen)
- 2007 By Any Demand (feat MC Pryme) (Spinnin)
- 2007 King of My Castle (Sander van Doorn Remix)(Spinnin)
- 2007 Riff (DOORN)
- 2008 The Bass (Nebula/EMI)
- 2008 Apple
- 2008 Organic (met Marco V)
- 2009 Close My Eyes (vs. Robbie Williams)
- 2009 Roundabout (als Sam Sharp)
- 2009 Bastillon
- 2009 Bliksem (als Purple Haze)
- 2009 What Say? (met Marco V)
- 2009 Ninety
- 2010 Daisy
- 2010 Renegade
- 2010 Reach Out
- 2010 Hymn 2.0 (als Purple Haze)
- 2010 Daddyrock
- 2010 Season (als Sandler, uit 2004)
- 2010 Intro (XX Booty Mix)
- 2011 Love is Darkness
- 2011 Koko
- 2011 Timezone (als Purple Haze, met Frederick)
- 2011 Drink To Get Drunk
- 2012 Chasin'
- 2012 Nothin Inside (met Mayaeni)
- 2013 Joyenergizer
- 2013 Ten (met Mark Knight)
- 2013 Neon
- 2013 Project T (met Dimitri Vegas & Like Mike)
- 2013 Direct Dizko (met Yves V)
- 2013 Kangaroo (met Julian Jordan)
- 2014 Right Here Right Now (neon)
- 2014 Goldskies (met Martin Garrix en DVBBS)
- 2014 THIS (met Oliver Heldens)
- 2015 Rage (met Firebeatz en Julian Jordan)
- 2015 Phoenix (met R3HAB)
- 2015 Ori Tali Ma
- 2015 Oh, Amazing Bass
- 2015 ABC (met Sunnery James & Ryan Marciano)
- 2015 Lost (met MOTi)
- 2015 White Rabbit (met Pep&Rash)
- 2016 Cuba Libre
- 2016 Tribal (met Gregor Salto)
- 2016 You're Not Alone
- 2016 The Snake 2016 (met Fred Pellichero)
- 2016 W.T.F (met Hi-Lo)
- 2017 Just Won't Get enough (met Noisecontrollers)
- 2017 Need To Feel Loved (met LVNDSCAPE)
- 2017 The Rhythm
- 2017 I House U ( met Alok)
- 2017 Neiloj (als Purple Haze) (SPECTRVM ALBUM)
- 2017 Riff 2017 (met David Tort)
- 2017 Contrast (als Purple Haze) (SPECTRVM ALBUM)
- 2017 Mant array
- 2017 Choir 1.0 (als Purple Haze) (SPECTRVM ALBUM)
- 2017 Plum (als Purple Haze) (SPECTRVM ALBUM)
- 2017 Fall in feat. James New (als Purple Haze) (SPECTRVM ALBUM)
- 2017 Light Me up feat. Bonus Check (Albumversie) (als Purple Haze) (SPECTRVM ALBUM)
- 2017 Spectrvm (als Purple Haze) (SPECTRVM ALBUM)
- 2017 Out here (als Purple Haze) (SPECTRVM ALBUM)
- 2017 Phaedra (als Purple Haze) (SPECTRVM ALBUM)
- 2017 Kill Kitten (als Purple Haze) (SPECTRVM ALBUM)
- 2017 Prism (als Purple Haze) (SPECTRVM ALBUM)
- 2017 Roundabout (Purple Haze remix) (SPECTRVM ALBUM)
- 2017 Historia (als Purple Haze) (SPECTRVM ALBUM)
- 2018 No Words feat. Belle Humble
- 2018 Bergen (als Purple Haze)
- 2018 Call me (als Purple Haze)
- 2018 Let It Go (Samen met D.O.D)

### Remixes
- 2004 Code 1 - House Music (S.V. Dub)
- 2004 Sander van Doorn - Dark Roast (S.V.D. Remix)
- 2005 Manny Romero - Compadre (S.v.D. Remix)
- 2005 TDR - Squelch (Sander Van Doorn Remix)
- 2005 FilterFunk - S.O.S. (Message In A Bottle) (Sander van Doorn Remix)
- 2006 Armin van Buuren - Control Freak (Sander van Doorn Remix)
- 2006 Tiësto - Dance4Life (Sander van Doorn Remix)
- 2006 Club Scene Investigators - Direct Dizko (Sander Van Doorn Remix)
- 2006 Technotronic - Pump Up The Jam (Sander Van Doorn Remix)
- 2006 Sander van Doorn - Pumpkin (SVD Remix)
- 2006 Mode Hookers - Breathe (Sander van Doorn Remix)
- 2006 Yello - Oh Yeah (Sander Van Doorn Remix)
- 2007 Yanou Feat. Liz - King Of My Castle (Sander van Doorn Vocal Mix)
- 2007 Gleave - Come With Me (SVD Stripped Edit)
- 2008 Sia - The Girl You Lost To Cocaine (Sander van Doorn Remix)
- 2008 One Republic - Apologize (Sander van Doorn Bootleg)
- 2009 Sam Sharp - Roundabout (Sander van Doorn Main Mix)
- 2009 The Killers - Spaceman (Sander van Doorn Remix) Part 1
- 2009 The Killers - Spaceman (Sander van Doorn Remix) Part 2
- 2009 Depeche Mode - Peace (Sander van Doorn Remix)
- 2010 Swedish House Mafia - Miami 2 Ibiza (Sander van Doorn Remix)
- 2011 Lady Gaga - Marry The Night (Sander van Doorn Remix)
- 2016 Moby - Natural Blues (Sander van Doorn Remix)
- 2017 Sander van Doorn - Riff (Sander van Doorn & David Tort Remix
- 2017 Sam Sharp - Roundabout (Purple Haze Remix)

## Privé
Van Doorn is 6 januari 2017 getrouwd met zijn manager Marjolein van Putten. Het stel kreeg in 2019 een dochter.